# João Paulo Queiroz de Moraes
João Paulo Queiroz de Moraes (sinh ngày 28 tháng 11 năm 1996), được biết đến với tên João Paulo là một cầu thủ bóng đá chuyên nghiệp người Brasil hiện đang thi đấu ở vị trí tiền đạo cho câu lạc bộ Thành phố Hồ Chí Minh.